# Данненберг, Герман
Фридрих Эмиль Герман Данненберг (нем. Friedrich Emil Hermann Dannenberg, 4 августа 1824, Берлин — 14 июня 1905, Зальцбрунн) — немецкий нумизмат.

## Биография
Заинтересовавшись в детстве коллекционированием монет, преимущественно средневековых, вскоре перешёл от обычного коллекционирования к научному изучению монет. В 1848 году составил первое описание монетных находок. Внёс существенный вклад в изучение средневекового монетного дела. В 1878—1893 годах был председателем Берлинского нумизматического общества, а затем — почётным председателем. Был одним из основателей журнала «Zeitschrift fur Numismatik» (1874—1935).
Юрист по образованию, в 1852 году занял должность судебного асессора, с 1859 — судья берлинского городского суда, с 1863 — в судебном совете города, с 1879 — советник земельного суда.
В 1860 году женился, жена — София Матильда Мария Фишер. Сын — Артур Данненберг (1865—1946) — немецкий геолог.

## Избранная библиография
- Pommerns Münzen im Mittelalter. — Berlin, 1864;
- Die deutschen Münzer der sächsishen und fränkischen Kaiserzeit. 4 Bde, nebst Supplement. — Berlin, 1876—1905;
- Verzeichnis meiner Sammlung deutscher Münzen der sächsischen und fränkischen Kaiserzeit. — Leipzig, 1889;
- Grundzüge der Münzkunde. — Berlin, 1889, 3. Aufl. Leipzig, 1912, Neudruck, Leipzig, 1976;
- Münzgeschichte Pommerns im Mittelalter. 2 Bde nebst Supplementen. — Neudruck, Leipzig, 1976.